# Postojna
Postojna (tysk: Adelsberg, italiensk: Postumia) er en by i Slovenien.
Den berømte drypstenshule Postojnagrotten ligger her.
- Wikimedia Commons har flere filer relateret til Postojna

1. ↑  Prebivalstvo - izbrani kazalniki, naselja, Slovenija, letno, Statistical Office of the Republic of Slovenia, hentet 28. april 2021 (fra Wikidata).